# 神田須田町
神田須田町（かんだすだちょう）は、東京都千代田区の地名。現行行政地名は神田須田町一丁目および神田須田町二丁目。住居表示に関する法律に基づく住居表示は未実施である。

## 地理
千代田区北東部に位置し、神田地域に属する。町域北部は、神田川に接しこれを境に、外神田・神田佐久間町にそれぞれ接する。東部は神田岩本町に接する。南部は神田鍛冶町・鍛冶町に接する。西部は神田淡路町・神田小川町・神田多町にそれぞれ接する。神田駅と秋葉原駅の中間地点に当たる商業地の一角で、オフィスビル、商店やマンションが多く見られる。

### 河川
- 神田川
  - 万世橋
  - 神田ふれあい橋

## 歴史

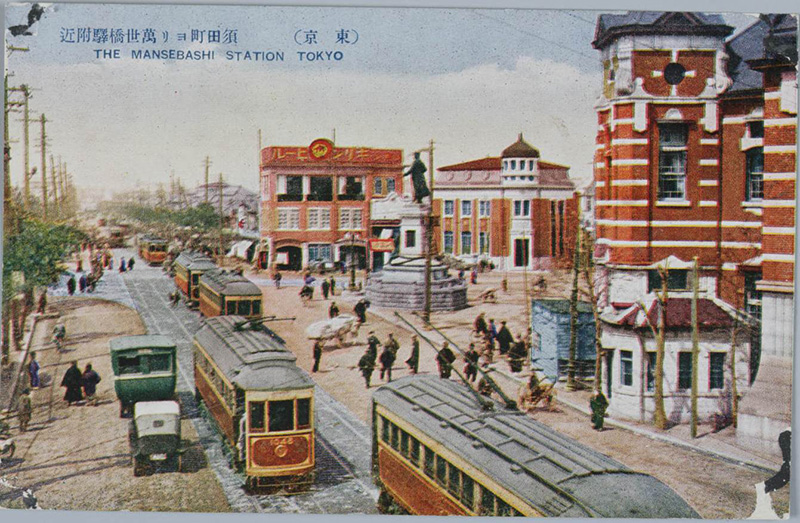
路面電車が行き交う1921年頃の須田町。右に万世橋駅、駅前広場に広瀬武夫像、奥に神田郵便局。

江戸時代より前に須田村と呼ばれていた神田川周辺の村落に由来。明暦三年（1657年）の「新添江戸之図（しんてんえどのず）」には「すた町」と記されている。江戸時代には道が八方から集まることから「八つ小路」と呼ばれ、神田川や日本橋川などの運河にはさまれた交通の要所であった。明治時代以降は、現在の地下鉄大手町駅に匹敵する都電の一大ターミナルとして発展した。日本橋から上野や本郷へ、神田から上野へ向かう交通の要衝に当たり、1873年10月に元筋違見付脇の神田川に架けられた石造の万世橋（眼鏡橋）に近い十字路として、市内電車は品川、上野線、三田線、新宿線、深川線、青山線、江戸川線の各線が交差する乗換場所となっていた。1903年3月に現在地に架けられていた新しい万世橋の完成に伴って、旧万世橋（眼鏡橋）が取り壊されたあと、赤煉瓦造りの万世橋駅が須田町交差点に面して建てられ、1912年4月に中央線（甲武電車）の起点として開通している。
1923年（大正12年）の関東大震災で一帯も被害を受けるが復興。
1924年（大正13年）には、東京初の大衆食堂として須田町食堂が開店する。
1945年（昭和20年）3月10日の東京大空襲では、都心一帯が激しい爆撃にさらされたが、神田川が防火線となり類焼を免れ、戦前の建物の一部は21世紀まで残ることとなった。
第二次世界大戦直後には在日米軍から流れた真空管をはじめとする電気部品を販売する露天商が軒を連ねており、現在の秋葉原のルーツである。現存のラジオガァデンもこの時代の名残である。
なお神田須田町二丁目は一丁目同様に神田明神の氏子であるが、それに加え柳森神社と下谷神社の氏子でもある。
神田明神と柳森神社の本祭りは西暦奇数年の5月の同週に行われ、神田須田町二丁目町会の神輿は神田明神と柳森神社の両社まで町会神輿を渡御する。一方で西暦偶数年の同週には下谷神社の本祭りがある。当町会は台東区にある下谷神社の氏子町会の中で唯一の千代田区の町会であり、台東区の他の町会とも隣接しない飛び地である。かつては下谷神社に当町会の町会神輿は渡御をしなかったが、平成26年の大祭より本祭りの年に限り東上野周辺より下谷神社に渡御するようになった。ただし飛び地のため本社神輿は神田須田町二丁目を渡御することはない。

## 世帯数と人口
2025年（令和7年）3月1日現在（千代田区発表）の世帯数と人口は以下の通りである。
| 丁目             | 世帯数    | 人口    |
| ---------------- | --------- | ------- |
| 神田須田町一丁目 | 804世帯   | 1,245人 |
| 神田須田町二丁目 | 440世帯   | 599人   |
| 計               | 1,244世帯 | 1,844人 |

### 人口の変遷
国勢調査による人口の推移。
| 年                 | 人口  |
| ------------------ | ----- |
| 1995年（平成7年）  | 724   |
| 2000年（平成12年） | 644   |
| 2005年（平成17年） | 830   |
| 2010年（平成22年） | 967   |
| 2015年（平成27年） | 1,191 |
| 2020年（令和2年）  | 1,726 |

### 世帯数の変遷
国勢調査による世帯数の推移。
| 年                 | 世帯数 |
| ------------------ | ------ |
| 1995年（平成7年）  | 285    |
| 2000年（平成12年） | 264    |
| 2005年（平成17年） | 419    |
| 2010年（平成22年） | 621    |
| 2015年（平成27年） | 805    |
| 2020年（令和2年）  | 1,142  |

## 学区
区立小・中学校に通う場合、学区は以下の通りとなる（2017年8月現在）。なお、千代田区の中学校では学校選択制度を導入しており、区内全域から選択することが可能。
| 丁目             | 番地                                                                             | 小学校                 | 中学校                                        |
| ---------------- | -------------------------------------------------------------------------------- | ---------------------- | --------------------------------------------- |
| 神田須田町一丁目 | 1〜6番地 8〜15番地 17番地、19番地 21番地、23番地 25番地                          | 千代田区立昌平小学校   | 千代田区立麹町中学校 千代田区立神田一橋中学校 |
| 神田須田町一丁目 | 7番地、16番地 18番地、20番地 22番地、24番地 26番地、28番地 30番地、32番地 34番地 | 千代田区立千代田小学校 | 千代田区立麹町中学校 千代田区立神田一橋中学校 |
| 神田須田町二丁目 | 全域                                                                             | 千代田区立千代田小学校 | 千代田区立麹町中学校 千代田区立神田一橋中学校 |

## 交通

### 鉄道
町域内の他、下記の通り隣接する町に複数路線の駅が存在する。
- 東京地下鉄神田駅（○銀座線）
- JR 神田駅（■京浜東北線、■山手線、■中央線）- 出入口が設けられている。（所在地：鍛冶町）
- 都営地下鉄岩本町駅（○新宿線）- 出入口が設けられている。（所在地：神田岩本町）
- 都営地下鉄小川町駅（○新宿線） - 出入口が設けられている。（所在地：神田小川町）
- 東京地下鉄淡路町駅（○丸ノ内線）- 出入口が設けられている。（所在地：神田淡路町）

### 道路
- 中央通り
- 東京都道302号新宿両国線（靖国通り）
- 柳原通り

## 事業所
2021年（令和3年）現在の経済センサス調査による事業所数と従業員数は以下の通りである。
| 丁目             | 事業所数    | 従業員数 |
| ---------------- | ----------- | -------- |
| 神田須田町一丁目 | 702事業所   | 13,551人 |
| 神田須田町二丁目 | 446事業所   | 9,293人  |
| 計               | 1,148事業所 | 22,844人 |

### 事業者数の変遷
経済センサスによる事業所数の推移。
| 年                 | 事業者数 |
| ------------------ | -------- |
| 2016年（平成28年） | 1,072    |
| 2021年（令和3年）  | 1,148    |

### 従業員数の変遷
経済センサスによる従業員数の推移。
| 年                 | 従業員数 |
| ------------------ | -------- |
| 2016年（平成28年） | 19,171   |
| 2021年（令和3年）  | 22,844   |

## 施設
- 神田須田町郵便局
- 王将フードサービス 東京地区本部
- 万世 本社（肉の万世秋葉原本店）
- 万惣商事（万惣フルーツパーラー）
- ローランド 東京オフィス
- 柳森神社

### かつて存在した施設
- 交通博物館
- 武居三省堂 - 江戸東京たてもの園に移築された。
- 万世橋交番（須田町派出所） - 江戸東京たてもの園に移築された。万世橋交番は旧万世橋駅前、現存のラジオガァデン横に1992年頃まで存在していたが、交番として使われなくなって久しくなった末期には朽ち果てるままに放置されていた。その近くには都電の架線柱があったが、バイク駐輪場整備のため2010年に撤去されている。

## その他

### 日本郵便
- 郵便番号 : 101-0041[4]（集配局 : 神田郵便局[18]）。